# Solanum dioicum
Solanum dioicum är en potatisväxtart som beskrevs av William Vincent Fitzgerald. Solanum dioicum ingår i släktet skattor som ingår i familjen potatisväxter. Inga underarter finns listade i Catalogue of Life.